# Справа Соколовського
Справа Соколовського — судовий процес в Єкатеринбурзі над відеоблогером Русланом Соколовським, обвинуваченим за кількома статтями Кримінального кодексу Російської Федерації. Початковим приводом для заведення кримінальної справи став відеоролик, в якому блогер грав в Pokemon Go в Храмі на Крові в Єкатеринбурзі. 11 травня 2017 року Верх-Ісетський районний суд Єкатеринбурга засудив Соколовського до 3 років і 6 місяців позбавлення волі умовно. 7 липня того ж року Свердловський обласний суд скоротив йому умовний термін до 2 років і 3 місяців.

## Особистість підсудного
Руслан Гофіуллович Сайбабталов народився 20 жовтня 1994 року в Шадринську. Його мати — Олена Борисівна Чінгіна (нар. 1957), пенсіонерка, ветеран праці, інвалід другої групи після операції з видалення раку. Батько — Гофіулла Сунгатович Сайбабталов (1963—2002), помер від серцевого нападу.
У 2012 році закінчив середню загальноосвітню школу № 4 Шадринська, був найкращим випускником 2012 року. У 2012 році вступив в Шадринський державний педагогічний університет на факультет технології та підприємництва, потім перевівся в Уральський федеральний університет на юриста.
У 2013 році змінив прізвище на «Соколовський» та по батькові на «Геннадійович» через складне написання та вимову. Його батька звали Гофіулла, але всі його називали Геннадієм, тому Руслан взяв батькові «Геннадійович».
Станом на 2016 рік Соколовський був відеоблогером на YouTube, де мав понад 200 тисяч підписників.

## Ловля покемонів в храмі
14 липня 2016 року телеканал «Росія 24» випустив відеоролик про те, що в Росії нібито було введено кримінальне покарання за ловлю покемонів в чужій квартирі, на виборчій дільниці, на кордоні або в храмах. 11 серпня Соколовський, оглядаючи даний телерепортаж, виклав на своєму каналі на YouTube відео, на якому він ловить покемонів в храмі. Відео було забезпечено типовими для каналу Соколовського коментарями, в тому числі, такими, як «я не зловив, на жаль, найрідкіснішого покемона, якого можна було там здобути, — Ісуса».
Після публікації відеоролика журналіст інформаційного агентства Ура.ру Андрій Гусельников взяв у Соколовського коментар з приводу розміщених Соколовським відеороликів. Після інтерв'ю Ура.ру опублікувало інформацію про відеороликах Соколовського, зазначивши, що «адепти РПЦ» цілком можуть розцінювати відео, зроблене блогером, як «образа почуттів віруючих». У замітці Гусельникова, опублікованій 19 серпня, було сказано, що Ура.ру "звернулося до правоохоронних органів з проханням провести перевірку на предмет наявності в висловлюваннях блогера Соколовського ознак злочину, передбаченого статтею 148 Кримінального кодексу РФ (дії, що виражають явну неповагу до суспільства і вчинені з метою образи релігійних почуттів віруючих) ". Глава прес-служби ГУВС Свердловської області Валерій Горєлих в той же день повідомив, що матеріали по Соколовському відправлені в центр по боротьбі з екстремізмом для прийняття процесуального рішення. Звернення Ура.ру викликало обурення в російськомовній блогосфері, розцінивши його як донос. Після цього викладене Соколовським відео викликало інтерес у федеральних ЗМІ. У Російській православній церкві засудили публікацію Соколовським відео про ловлю покемонів в храмі, а також висловили намір зустрітися з відеоблогером в правоохоронних органах і особисто провести з ним бесіду про повагу до релігії.

## Кримінальна справа

### Слідство та арешт
На відеоблогера було порушено кримінальну справу за статтею 148 Кримінального кодексу РФ. 2 вересня Соколовський був заарештований і поміщений в слідчий ізолятор строком на 2 місяці. 8 вересня Соколовський був переведений під домашній арешт, однак незабаром був повернутий в СІЗО через порушення умов арешту, так як до нього прийшла його дівчина, щоб привітати з днем народження. Всього за час слідства Соколовському були представлені десять епізодів кримінальної справи за статтями 148, 282 і 138.1 за інші відео, опубліковані на його каналі, а також за знайдену під час обшуку в його квартирі ручку з вбудованою відеокамерою.
13 лютого 2017 року Соколовський був повернутий під домашній арешт, а його справу було передано в Верх-Ісетський районний суд Єкатеринбурга.
Слідство вів слідчий районного відділу Слідчого комітету з особливо важливих справ Антон Досмагамбетов, який пізніше перейшов на роботу в Свердловське обласне управління СК.

### Реакція

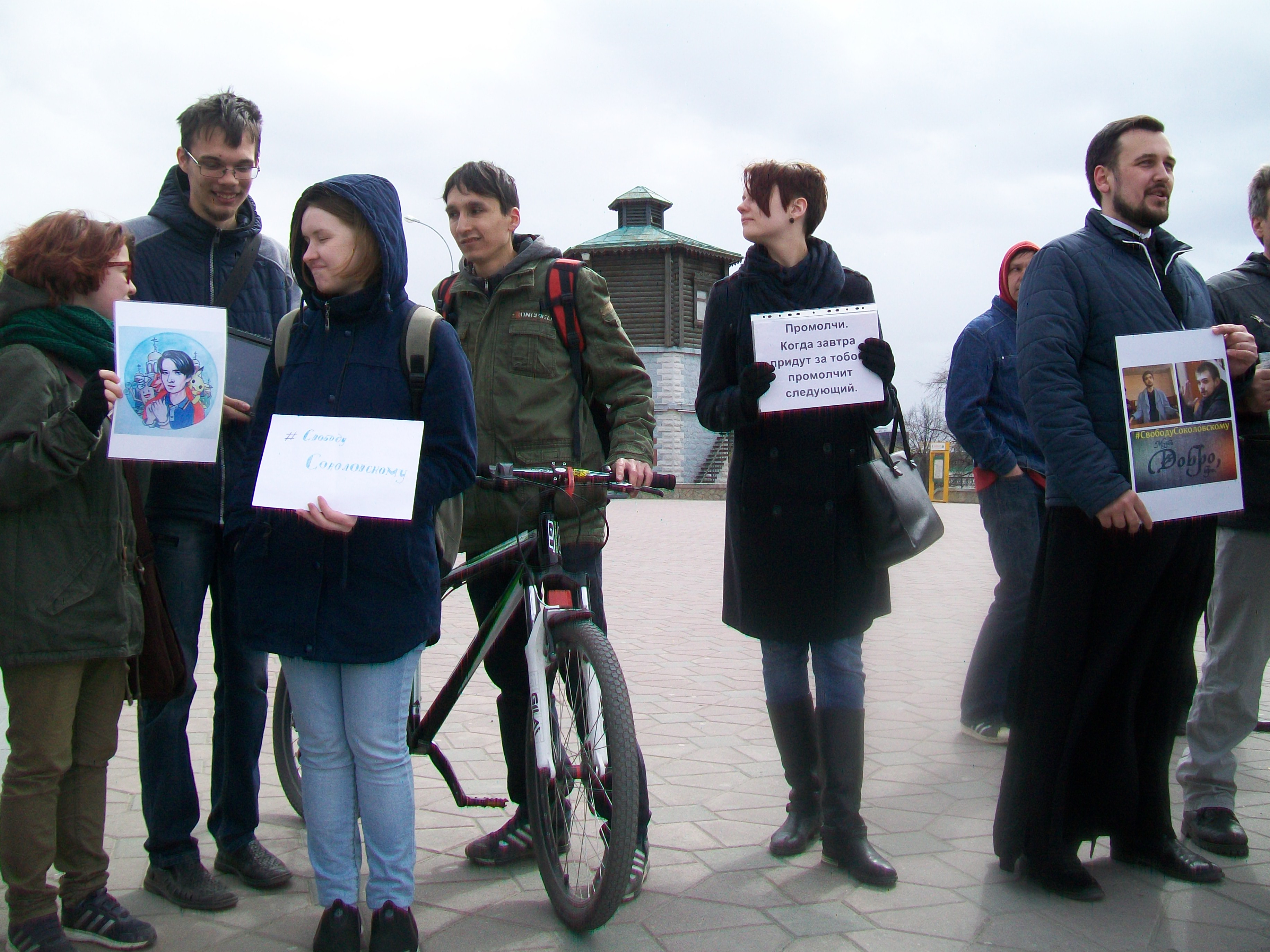
Прихильники Руслана Соколовського на пікеті за його звільнення. Єкатеринбург 6 травня 2017 року

7 вересня 2016 року Amnesty International визнала Руслана Соколовського, який в цей час перебував у слідчому ізоляторі в якості підсудного, в'язнем совісті. Даний статус вказує на те, що «людина знаходиться в ув'язненні лише через вираження своїх поглядів, які не збігаються з позицією влади». Правозахисники назвали «неправомірною та надмірної» таку міру покарання, як арешт за здійснення ненасильницьких дій, і закликали негайно звільнити блогера і припинити кримінальну справу, яку директор організації по Європі та Центральній Азії Джон Дальхізен охарактеризував як «фарсову». 8 вересня запобіжний захід підсудного був змінений на домашній арешт.
На підтримку Соколовського виступили Олексій Навальний, Леонід Волков, Любов Соболь, Петро Верзілов і Олександр Плющев.
Дмитро «ентео» Цоріонов назвав затримання і арешт Соколовського «безумовним благом».
5 вересня 2016 року Марія Баронова створила на сайті Change.org петицію з вимогою скасування кримінального переслідування за образу почуттів віруючих, приводом для якої став арешт Руслана Соколовського. Баронова зазначила, що даний закон суперечить кільком статтям Конституції РФ і ставить під загрозу свободу віросповідання.
29 квітня 2017 року асоціація «Вільне слово» опублікувала вимогу виправдати Соколовського. Автори відзначили неприйнятність кримінального переслідування людини, яка виразила особисте ставлення до тих чи інших релігійних цінностей. Звернення підписали понад 80 письменників, поетів, сценаристів, публіцистів, перекладачів і журналістів, в тому числі Олександр Архангельський, Алла Боссарт, Володимир Войнович, Алла Гербер, Олег Дорман, Ігор Іртеньєв, Сергій Пархоменко, Григорій Пасько, Андрій Плахов, Лев Рубінштейн, Марія Рибакова, Зоя Светова, Олексій Слаповский, Борис Соколов, Лев Тимофєєв, Людмила Улицька, Маріетта Чудакова, Віктор Шендерович.
Євген Ройзман зазначив, що Соколовський, «звичайно, провокував, але заарештовувати людину за ідіотизм, бажання виділитися і невихованість не можна». Ройзман закликав митрополита Єкатеринбурзького і Верхотурського Кирила заступитися за блогера. Незабаром після цього митрополит Кирило повідомив, що готовий клопотати, щоб Соколовського випустили на свободу. Офіційний представник Російської православної церкви Володимир Легойда, в свою чергу, сказав, що церква «не жадає крові молодого чоловіка».

#### Позиція РПЦ
Російська православна церква спочатку відмовилася офіційно коментувати кримінальну справу проти Руслана Соколовського, висловивши готовність надати церковних експертів в разі потреби їх участі в процесі. Адвокат Соколовського звернувся до Патріарха Московського і всієї Русі з листом, в якому запитував, чи образили почуття глави Російської православної церкви відеоролик Соколовського, «адрештований» безпосередньо патріарху. У квітні 2017 року заступник голови відділу по зв'язкам Церкви з суспільством і ЗМІ Московського патріархату відповів, що образа почуттів віруючих встановлюється не шляхом опитування людей, а за допомогою призначеної судом або слідством експертизи. В обґрунтування цієї думки було зроблено посилання на позицію Європейського суду з прав людини. У листі було дано пораду адвокату керуватися при захисті Соколовського резолюцією Ради з прав людини ООН від 30 квітня 2007 року «Боротьба проти дифамації релігії».

### Суд
13 березня 2017 року було розпочато судовий розгляд. Справу розглядала суддя Верх-Ісетського районного суду Єкатеринбурга Катерина Шопоняк. Визнавати провину в інкримінованих йому діяннях Соколовський відмовився.
16 березня суд почав допит свідків звинувачення. Зокрема, в суді виступили кілька священнослужителів. Ієрей Сергій Кунгуров з храму «Великий Златоуст», заявив, що Соколовський, "прийшовши додому або в студію, навмисне зробив відеоролик, в якому він таким чином ображає багатьох людей ". Помічник настоятеля храму «Великий Златоуст» Михайло Шипіцин обурився, що Соколовський лихословив на відео. За словами даного свідка, він плакав після перегляду роликів Соколовського. 17 березня допит свідків звинувачення продовжився. Свідок Ілля Фомінцев розповів про образливому для нього порівнянні Ісуса з покемонами. Коли в залі суду зайшла розмова про розстріл царської сім'ї, Фомінцев заплакав. 27 березня в суді виступив таємний свідок під псевдонімом «Фагіза Сулейманова». За її словами, Соколовський «негативно ставиться до різних релігій» і вважає, що життя за кордоном «спокійнішою».
28 березня суд перейшов до допиту підсудного. Соколовський розповів, як почав знімати ролики для YouTube і переїхав з Шадринська в Єкатеринбург. Він визнав також, що його роликам притаманний зайвий максималізм. Під час допиту між Соколовським і суддею Катериною Шопоняк зав'язалася полеміка: Шопоняк наполягала, що віруючі більш терпимі, оскільки пробачили Соколовського; Соколовський, в свою чергу, говорив, що атеїсти більш толерантні, відзначаючи, що деякі віруючі «обіцяли відрізати йому голову». Адвокат Соколовського Бушмаков оголосив у соціальній мережі Facebook набір свідків захисту.
3 квітня в суді почався допит свідків захисту. Першою була допитана колишній радянський дисидент, правозахисник і публіцист Олена Санникова. Вона пояснила суду, які почуття, на її думку, викликає у щирому християнину ролик Соколовського про ловлю покемонів в храмі. Санникова заявила, що «будь-яка людина, який робить щось з метою образити віруючих, може викликати тільки співчуття і жалість».
4 квітня в якості свідка захисту виступив мер Єкатеринбурга Євген Ройзман. За словами Ройзмана, в роликах Соколовського його не влаштовувала тільки лексика. Він підкреслив, що Бога образити неможливо. Ворожнечу, на думку Ройзмана, підсудний не розпалював.
28 квітня в суді відбулися дебати сторін. Звинувачення попросило визнати Соколовського винним за всіма пунктами звинувачення і призначити покарання у вигляді 3,5 років позбавлення волі в колонії загального режиму. Адвокат Бушмаков заявив, що впевнений в повній невинності підзахисного. В останньому слові Соколовський відмовився визнати свою провину, повторивши, що він є атеїстом, космополітом і лібертаріанцем, а опубліковані їм ролики не мали на меті образи будь-кого за ознакою релігії або національності.

### Вирок
11 травня 2017 року суд Єкатеринбурга визнав Соколовського винним в розпалюванні ворожнечі, образі почуттів віруючих, а також у незаконному обігу спеціальних технічних засобів і засудив його до 3,5 року позбавлення волі умовно з трьома роками випробувального терміну; наказав засудженому видалити всі відеоролики, які ображають почуття віруючих, і заборонив брати участь у масових заходах. Суд не знайшов у справі обтяжуючих обставин, врахував позитивну характеристику, дану його матір'ю, і те, що сам він під час процесу вибачився перед віруючими за розміщену інформацію і переглянув вчинені ним дії.
Підтримати блогера прийшли позаштатний клірик Нижнетагільської єпархії Сергій Смірнов, випускник семінарії Віктор Норкін, російські відеоблогери Руслан Усачев і Данило Поперечний.
Соколовський оголосив, що найближчим часом не буде займатися відеоблогом, а перемкне зусилля на участь в соціальних проектах мера Єкатеринбурга Євгена Ройзмана.

#### Оскарження вироку
22 травня 2017 року захист Соколовського подав апеляційну скаргу на вирок, в якій попросив виправдати засудженого. На період оскарження вироку щодо Соколовського було обрано запобіжний захід у вигляді підписки про невиїзд. 7 липня 2017 року Свердловський обласний суд частково задовольнив апеляційну скаргу, знявши з Соколовського звинувачення в незаконному обороті (залишив тільки «зберігання») «шпигунської ручки», і визначив покарання на 2 роки і 3 місяці позбавлення волі умовно, але зі збереженням заборони на відвідування масових заходів.

## Наслідки
Після звільнення Соколовський заявив, що в зв'язку з процесом «втратив всі свої гроші». Цей збиток був фактично компенсований художником Степаном Мянніком з Санкт-Петербурга, який після порушення кримінальної справи проти Соколовського написав картину «з покемонами» і отримані від її продажу кошти (близько 500 тис. Рублів), сплачені анонімним покупцем, перерахував засудженому. Однак Соколовський виявив, що у нього заблоковані всі рахунки (в тому числі електронні). Тому Соколовський не зміг зробити грошові перекази в оплату текстів для журналу, який вирішив видавати. Блокування рахунків Соколовського здійснено за рішенням Росфінмоніторингу в рамках закону про протидію фінансуванню тероризму.
За виступ на суді на захист Соколовського постраждав завідувач кафедри історії в Місіонерському інституті Єкатеринбурзької єпархії, професор Уральського федерального університету Олексій Мосін. 4 квітня 2017 року на судовому засіданні Мосін заявив, що ролики Соколовського не образили його почуттів. 7 квітня Мосін повідомив на своїй сторінці в Facebook, що його прізвище опинилося в «чорному списку» видавничого відділу Єкатеринбурзькій єпархії і через це він не може публікуватися в православних виданнях, брати участь в православних радіо- і телепередачах. Крім того, за словами Мосіна, на наступний день після його виступу в суді ректору Місіонерського інституту подзвонив єпископ Євген (Кульберг) і поцікавився, чому співробітники інституту захищають Соколовського. За словами Мосіна, ректор інституту попросила його не брати участь ні в яких ліберальних акціях і не давати інтерв'ю ЗМІ, так як в таких випадках в єпархіальних установах прийнято отримувати благословення. Після цього Мосін написав заяву про звільнення з інституту за власним бажанням, яке було задоволено через два місяці — в червні 2017 року. Журналістку православного радіо «Воскресіння» Ксенію Волянський, яка багато років робила радіопередачі з інтерв'ю Мосіна, теж попросили звільнитися з радіо.
30 квітня 2017 року на американському телеканалі Fox вийшла епізод мультсеріалу «Сімпсони» "Looking for Mr. Goodbart ", в якому Гомер ловить покемонів в будівлі протестантської «Першої церкви Спрінгфілда». Даний епізод піддався критиці з боку представників РПЦ. Так, протоієрей Андрій Новіков назвав його прикладом «потужної пропаганди» Голлівуду, яка здійснюється з метою розкласти суспільство.
У липні 2017 року Соколовського внесли в «Перелік організацій і фізичних осіб, щодо яких є відомості про їх причетність до екстремістської діяльності або тероризму» Росфінмоніторингу і заарештували всі його банківські рахунки.